# Litteraturfrämjandets store pris
Litteraturfrämjandets store pris var en svensk litteraturpris, der blev uddelt (næsten) årligt fra 1953 til 1991, med en prissum, som oprindelig var på 25.000 svenske kroner.

## Prismodtagere
- 1953 Ivar Lo-Johansson
- 1954 Erik Lindegren
- 1955 Harry Martinson
- 1956 Eyvind Johnson
- 1957 Gunnar Ekelöf
- 1958 Per-Erik Rundquist
- 1959 Tage Aurell
- 1960 Hjalmar Gullberg
- 1961 Artur Lundkvist
- 1962 Johannes Edfelt
- 1963 Karl Vennberg
- 1964 Alf Henrikson
- 1965 Tora Dahl
- 1966 Lars Ahlin
- 1967 Jan Fridegård
- 1968 Sivar Arnér og Sara Lidman
- 1969 Werner Aspenström
- 1970 Birgitta Trotzig
- 1971 Birger Norman
- 1972 Lars Gyllensten
- 1973 Sven Lindqvist
- 1974 Lennart Hellsing
- 1975 Sven Fagerberg
- 1976 Sandro Key-Åberg
- 1977 Tove Jansson
- 1978 Östen Sjöstrand
- 1979 Sven Rosendahl
- 1980 Britt G. Hallqvist
- 1981 Willy Kyrklund
- 1982 Tomas Tranströmer
- 1983 Elsa Grave
- 1984 Hans O. Granlid
- 1985 Karl Rune Nordkvist
- 1986 Per Anders Fogelström
- 1987 Ulla Isaksson
- 1988 P.O. Enquist
- 1989 Kerstin Ekman
- 1990 Lars Norén
- 1991 Barbro Lindgren

| Pris | Spire Denne artikel om priser eller udmærkelser er en spire som bør udbygges. Du er velkommen til at hjælpe Wikipedia ved at udvide den. |